# ジョワン・オールドハム
ジョワン・オールドハム（Jawann Oldham、1957年7月4日 - ）は、アメリカ合衆国イリノイ州シカゴ出身の元プロバスケットボール選手・指導者である。

## 人物
シアトル大学卒業後、1980年のNBAドラフトでデンバー・ナゲッツに2巡目（全体41位）指名を受け入団。
NBAでは8チームに所属し、10シーズンプレーした。通算329試合出場1455得点。
シカゴ・ブルズではマイケル・ジョーダンともプレーした。
引退後は台湾、中国、韓国で指導に当たる。
2003年に来日し、熊本県、大阪府、愛媛県など日本各地のスクールでの指導を中心に普及活動を展開する。
2005年にプロバスケットボール・bjリーグが発足すると、大分ヒートデビルズのヘッドコーチに就任するが、成績不振のためシーズン途中で解任された。